# Klostermauer (Bad Doberan)

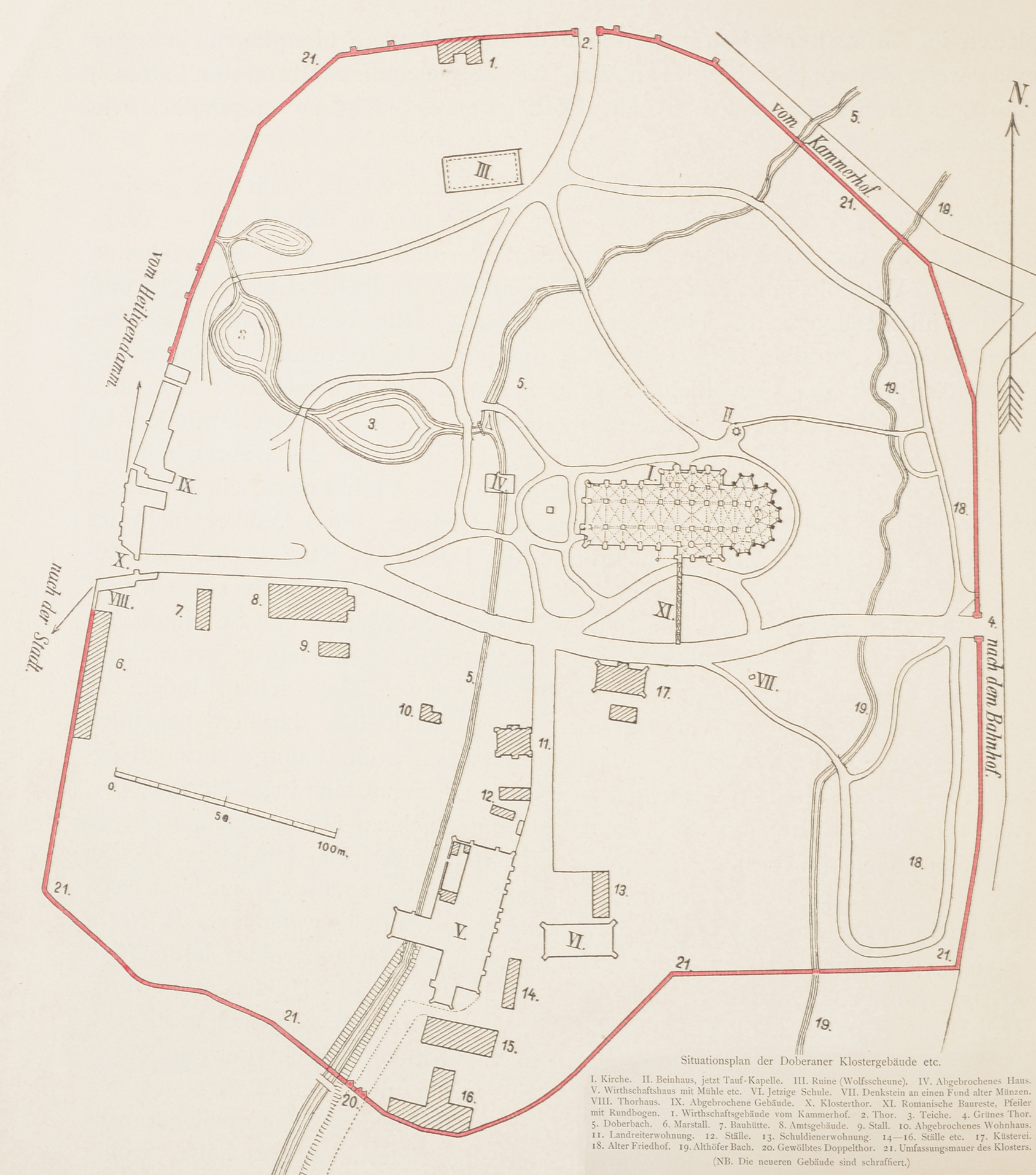
Karte des Doberaner Kosters (vor 1886) die Mauer ist rot hervorgehoben

Die Klostermauer von Bad Doberan  umschließt das Gebiet des früheren Zisterzienserklosters Doberan in Bad Doberan und ist mit 1,4 km Länge eine der längsten bis heute erhaltenen Klostermauern in Deutschland.

## Bauausführung und Geschichte
Anfänglich wurde der Klosterbezirk von Doberan vermutlich nur von einer Palisadenabgrenzung umgeben, für den in der ersten Hälfte des 13. Jahrhunderts der erste Bauabschnitt des Westtors errichtet wurde. Die Mauer wurde während der Amtszeit des Abtes Konrad III. in den Jahren 1283–1291 errichtet.
Die Mauer besteht aus einem Fundament aus Feldsteinen. Zum Teil ist nur eine einzige Lage dieser Feldsteine in den Boden eingebunden. Das Höhe der über das Bodenniveau hinausgehende Feldsteinlage unterscheidet sich im Verlauf der Mauer deutlich. Das Backsteinmauerwerk besteht aus zwei äußeren Verblendschalen die nach oben leicht konisch zulaufen und einem Füllmauerwerk. Diese Bauweise verleiht der Mauer ein hohes Maß an Stabilität. Umlaufend sind, abhängig von der Mauerhöhe, Rüstlöcher in der Mauer ausgespart, die für die Anbringung von Steckgerüsten vorgesehen waren. Die Mauer hat eine Länge von etwa 1400 Metern und eine durchschnittliche Höhe von 2,5 Metern. Insgesamt wurden für den Bau etwa 1,2 Millionen Backsteine verwendet. Die Ausführung erfolgte überwiegend im Läufer-Läufer-Binder-Verband, auch „wendischer Verband“, mit je zwei aufeinanderfolgenden Läufer- und einem Binderstein. Friedrich Schlie beschreibt die für die Ziegel verwendeten Materialien als „vorzügliche Thon- und Erdmischungen“. Die Größe entspricht dem Klosterformat mit einer Länge von etwa 29 Zentimeter. Vereinzelt wurden auch noch scharrierte Steine aus der romanischen Bauphase des Klosters verwendet. Für den Mörtel wurde Steinkalk aus der Umgebung von Brodhagen verwendet.
Über die Eindeckung im Mittelalter ist nichts bekannt, unter Carl Theodor Severin wurden aber nicht mehr benötigte Biberschwänze („Zungensteine“) und Mönch-und-Nonne-Ziegel vom Dach der Klosterkirche für die Abdeckung der Klostermauer genutzt. Die Mauer ist heute zu großen Teilen mit neu gebrannten Ziegeln der Formen Mönch und Nonne eingedeckt, was auf eine Entscheidung im Zuge der 1994 erfolgten Restaurierung zurückgeht. Bei später erfolgten und zukünftigen Reparaturen wird auch auf alternative Eindeckungen zurückgegriffen.
Die Mauer ist heute die längste, nahezu vollständig erhaltene, Backstein-Klostermauer in Deutschland.
Schriftlich dokumentiert wurde der Bau der Mauer unter Abt Konrad III. in der Mecklenburgischen Reimchronik des Ernst von Kirchberg, welche um das Jahr 1378 entstand:
| Abbildung                                           | Original in Mittelhochdeutsch | Deutsche Übersetzung |
| --------------------------------------------------- | --- | --- |
| Originaltext Mecklenburgischen Reimchronik von 1378 | Nach des tode wart also zu appide Sygebodo Als der gestarb wart appid drad von Lubike brudir Conrad der dem clostere waz getruwe mit arbeyd vnd mit groszem buwe. Derselbe buwte sundir wan dy steynhus erst zu Doberan Erst des appides kemmenade gebuwit wart mit gudem rade recht in des appides hofe gelegin Daz schuchhus buwete her ouch mit phlegen Das gasthus buwete her sundir suren und liez daz clostir ume muren | Nach dessen Tod ward also zum Abt Segebod. Als der starb, wurde Abt alsbald aus Lübeck Bruder Conrad, der dem Kloster war getreu mit Arbeit und mit großem Bauen. Derselbe baute fürwahr die Steinhäuser zu Doberan. Zuerst des Abtes Kemenate gebaut ward nach gutem Rate recht in des Abtes Hof gelegen. Das Schuhhaus baute er auch mit Sorgfalt. Das Gasthaus baute er gern und ließ das Kloster ummauern. |

Von 1963 bis 1965 wurde die Mauer restauriert. Weitere Sicherungs- und Sanierungsarbeiten folgten ab dem Jahr 1994 im Rahmen einer Arbeitsbeschaffungsmaßnahme.

## Denkmalschutz
Als Bestandteil des Denkmalbereichs Kloster Doberan ist die Klostermauer seit 1999 als Baudenkmal geschützt.

## Tore

### Haupttor oder Westtor
Das Westtor war das Haupttor des Klosters. Der untere Teil entstand in der ersten Hälfte des 13. Jahrhunderts. Auf der Nordseite befindet sich eine breite Durchfahrt, während sich auf der Südseite eine später hinzugefügte Fußgängerpforte befindet. Außen- und Innenseite ähneln sich im unteren Bereich und sind schmucklos. Der obere Teil des Tores ist jünger und stammt vermutlich aus dem 15. Jahrhundert. Hier befindet sich auf der Außenseite zentral eine Stichbogennische, welche links von zwei, rechts von drei schmaleren Nischen mit Giebelbögen flankiert wird. Darüber befindet sich eine Reihe von sechs schießschartenartigen Fensterschlitzen. In der großen Nische befanden sich bis in das 19. Jahrhundert Reste einer möglichen Kreuzigungsgruppe. Auf der Innenseite gibt es keine entsprechenden Nischen, hier sind oben die Fenster durch die Aufweitung mit Stichbögen ausgeführt.
Auf der Südseite des Tores befindet sich das Torhaus, im Norden gibt es Reste der vor 1248 geweihten und 1877 abgebrochenen Taufkapelle. Das Tor war im Verhältnis zur Ringmauer um etwa 12 Meter nach innen versetzt und schuf so zusammen mit den anliegenden Gebäuden einen Vorplatz der sich weit öffnete und Raum bot für Pilger, Frauen und andere Personen, die das Kloster nicht betreten durften.
Hier war der Ort, an dem Almosen ausgegeben wurden oder das Sakrament erteilt wurde. Hier wurde gepredigt, was den Vorplatz zu einem für die örtliche Bevölkerung bedeutenden Bezugspunkt zum Kloster machte.
Etwa 65 Meter westlich des Tores befindet sich bis in die Gegenwart (heute hinter den Wohnhäusern der Beethovenstraße) eine weitere Klostermauer die diesen Platz in diese Richtung abgrenzte.

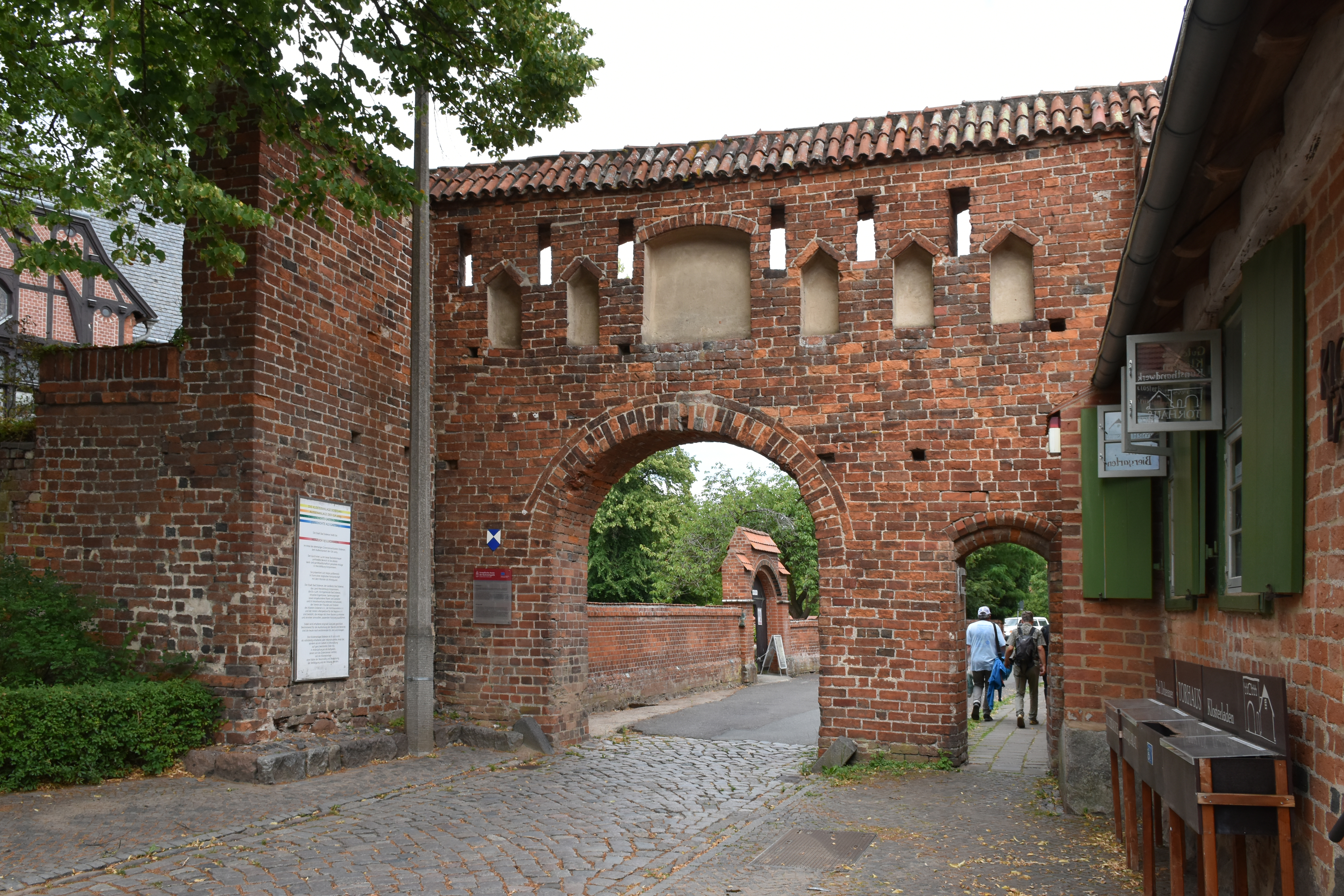
Haupttor (Außenseite)
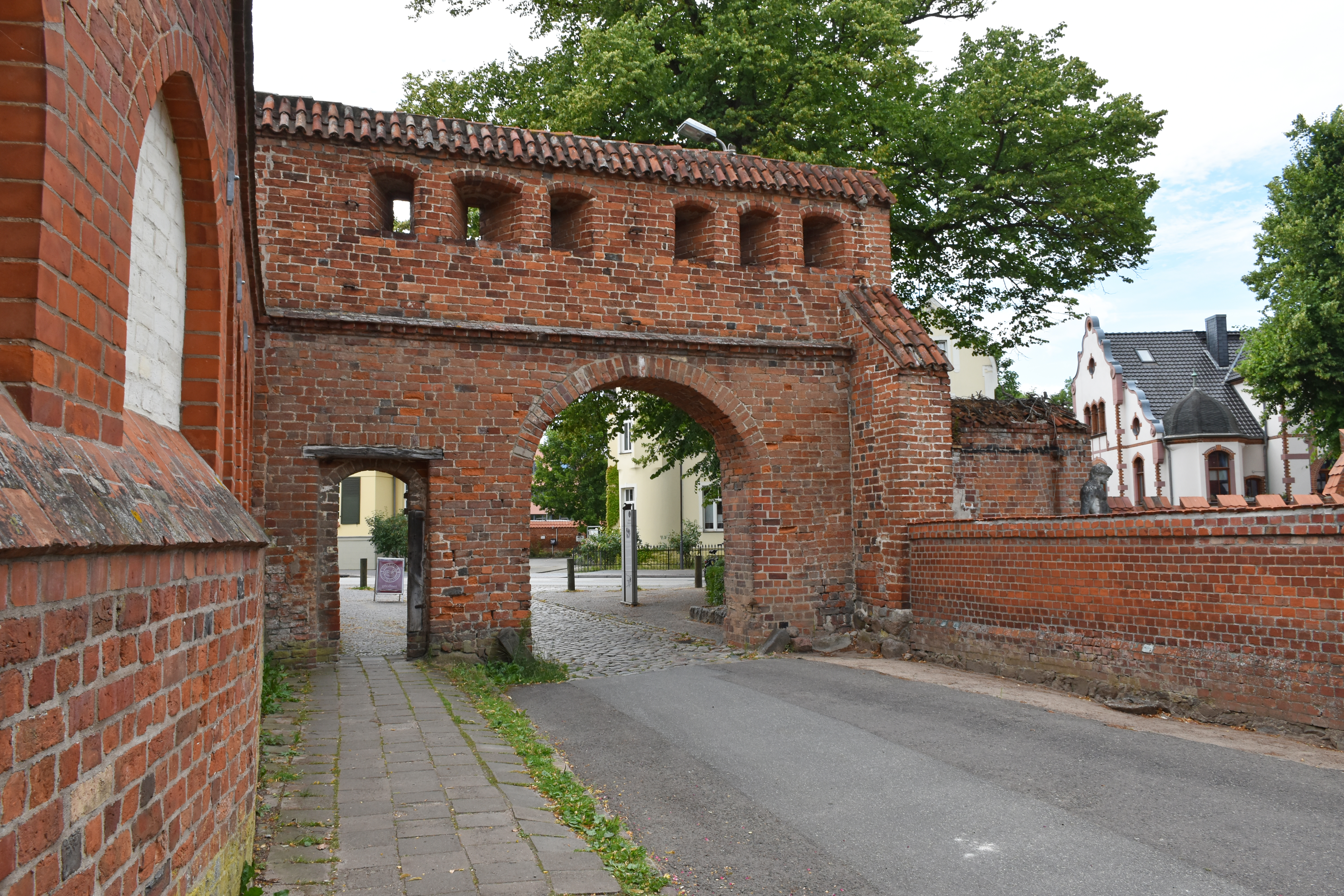
Haupttor (Innenseite)

### Südtor

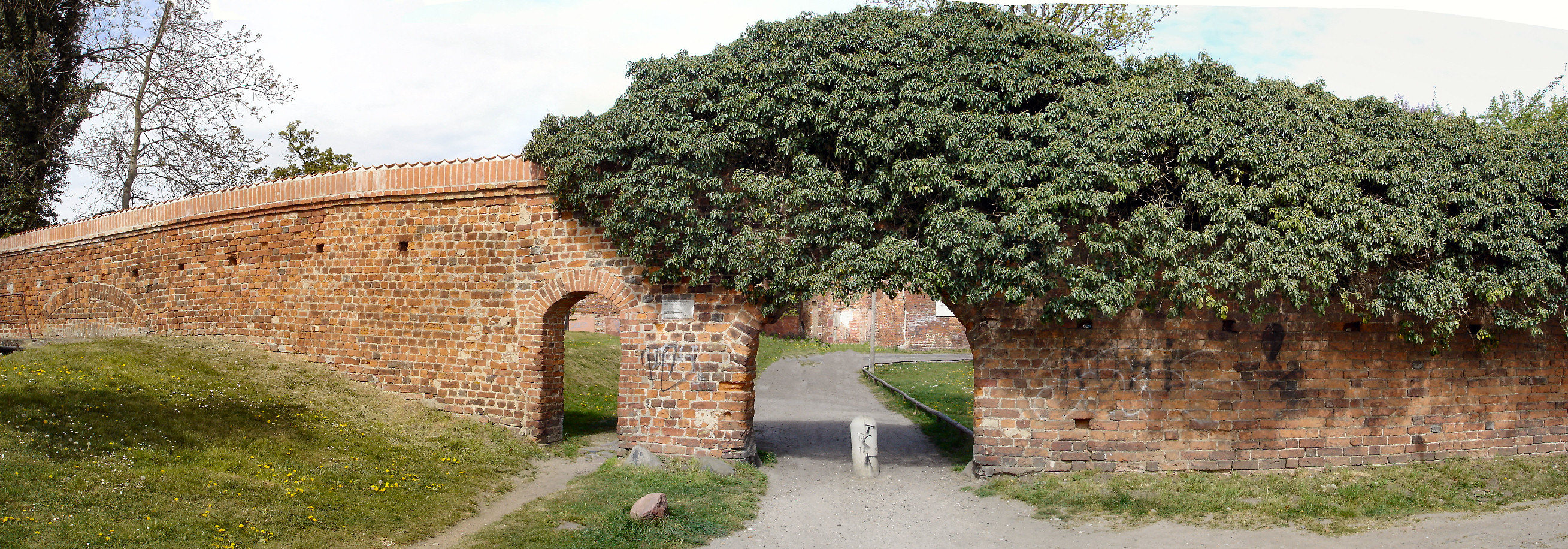
Südtor (Außenseite)

Das Südtor, in der Literatur und alten Karten auch Wirtschaftstor, Mühlentor oder Korntor, bestand ursprünglich nur aus einer breiteren Durchfahrt und wurde in einem Zug mit der Klostermauer errichtet. Wie auch beim Westtor ist die direkt östlich davon befindliche Fußgängerpforte später hinzugekommen. Wenige Meter nordwestlich des Tores überspannt die Klostermauer den Wallbach mit einem gemauerten Bogen, dessen Öffnung nachträglich durch einen darunterliegenden Bogen verkleinert wurde.

### Mühlentor
Das Mühlentor liegt etwa 65 Meter östlich des Südtors und wurde zugemauert. Auf der Innenseite wurde es während der 1994 erfolgten Restaurierung mit zwei hölzernen Torflügeln versehen, welche die dahinterliegende Ziegelmauer verdecken. Die Außenseite des Tores befindet sich auf der Hofseite eines Privatgrundstücks und war bis in die 1990er Jahre durch ein an die Klostermauer angebauten Schuppen verdeckt.
Es ist mit einem Stufengiebel versehen, welcher wie die angrenzende Klostermauer mit Mönch und Nonne eingedeckt ist.
Das Tor ist weder auf der Karte von Adolf Friedrich Lorenz in seiner Darstellung des Klostergeländes im späten Mittelalter (Lorenz: „Doberan, ein Denkmal norddeutscher Backsteingotik“, 1958) noch bei Friedrich Schlie auf seinem Situationsplan des Klosters vor 1900 als Tor eingezeichnet.

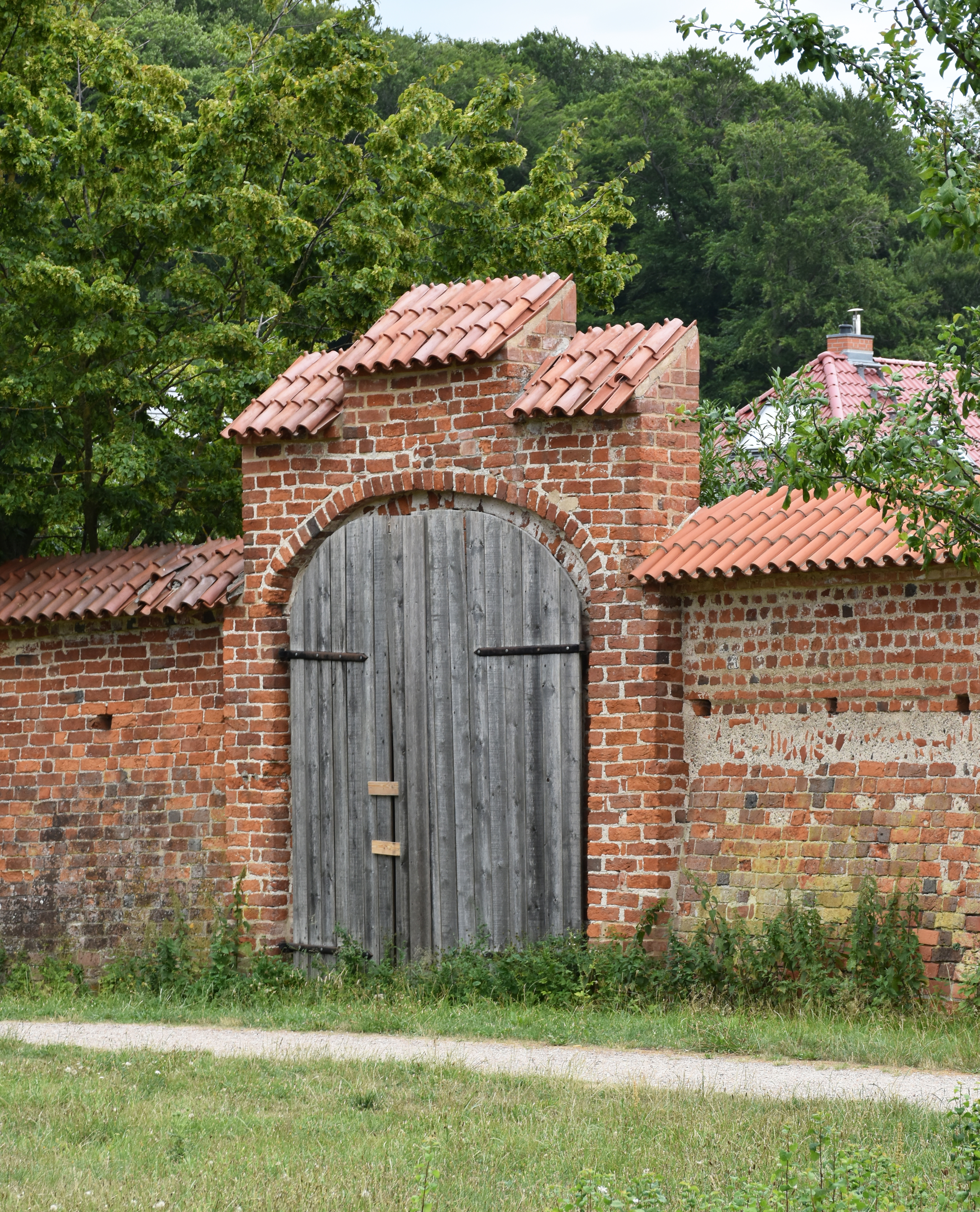
Mühlentor (Innenseite)
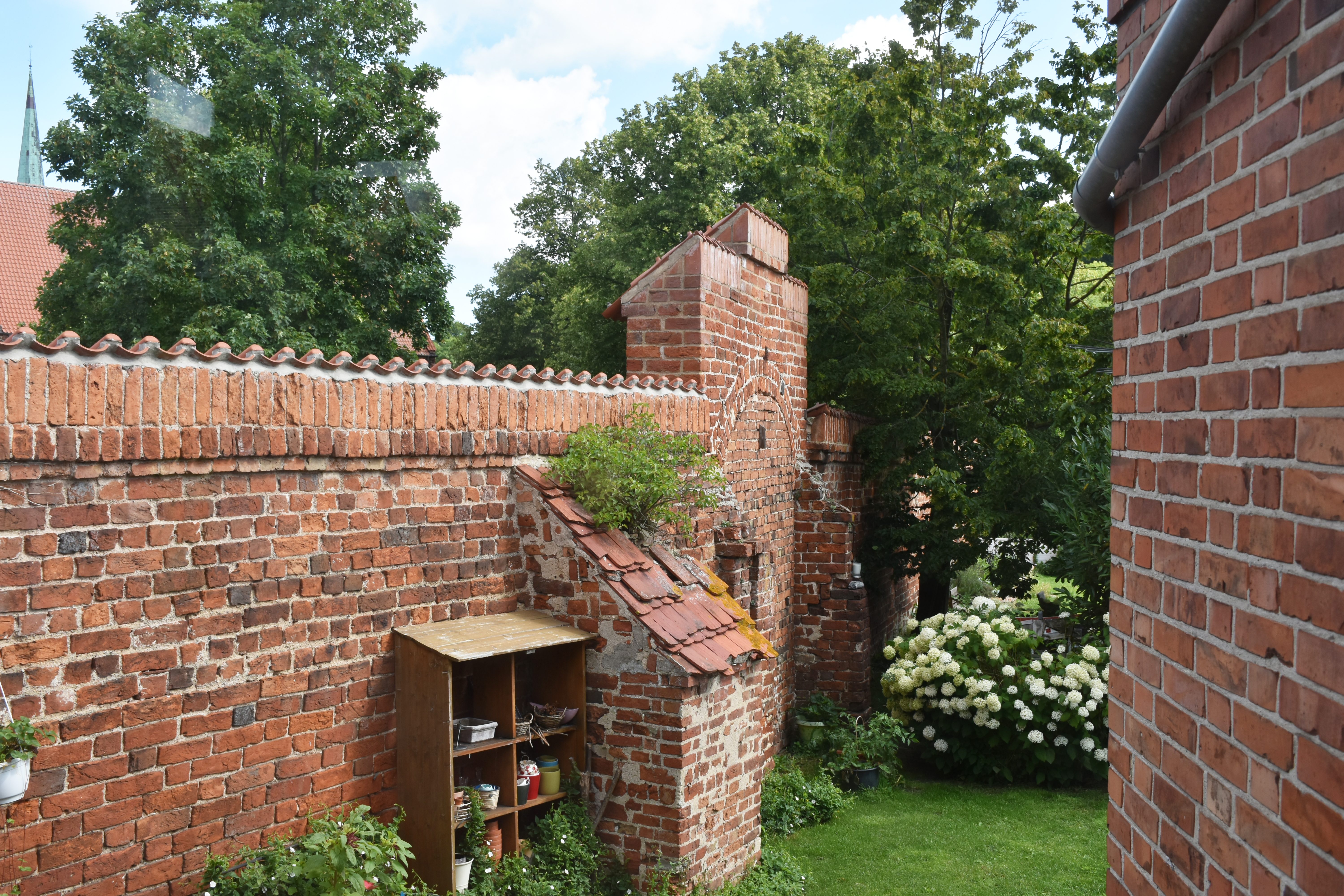
Außenseite

### Grünes Tor oder Rostocker Tor
1793 wurde Heiligendamm gegründet und Doberan zur Sommerresidenz des Herzogs Friedrich Franz I. Im Bereich um die Kirche wurde ab 1793 durch den Hofgärtner Johann Heinrich Schweer  der „Englische Garten“ eingerichtet. Um den östlich gelegenen Buchenberg in diesen Park einzubeziehen, ließ Scheer die Klostermauer 1795 öffnen, um dort Wege, Bänke und Pavillons anzulegen. Später wurde hier das Grüne Tor errichtet. Die Seiten des Tores bestehen aus rustizierten, verputzten Pfeilern.   Die direkt südlich davon befindliche Fußgängerpforte wurde erst 1936 angelegt.

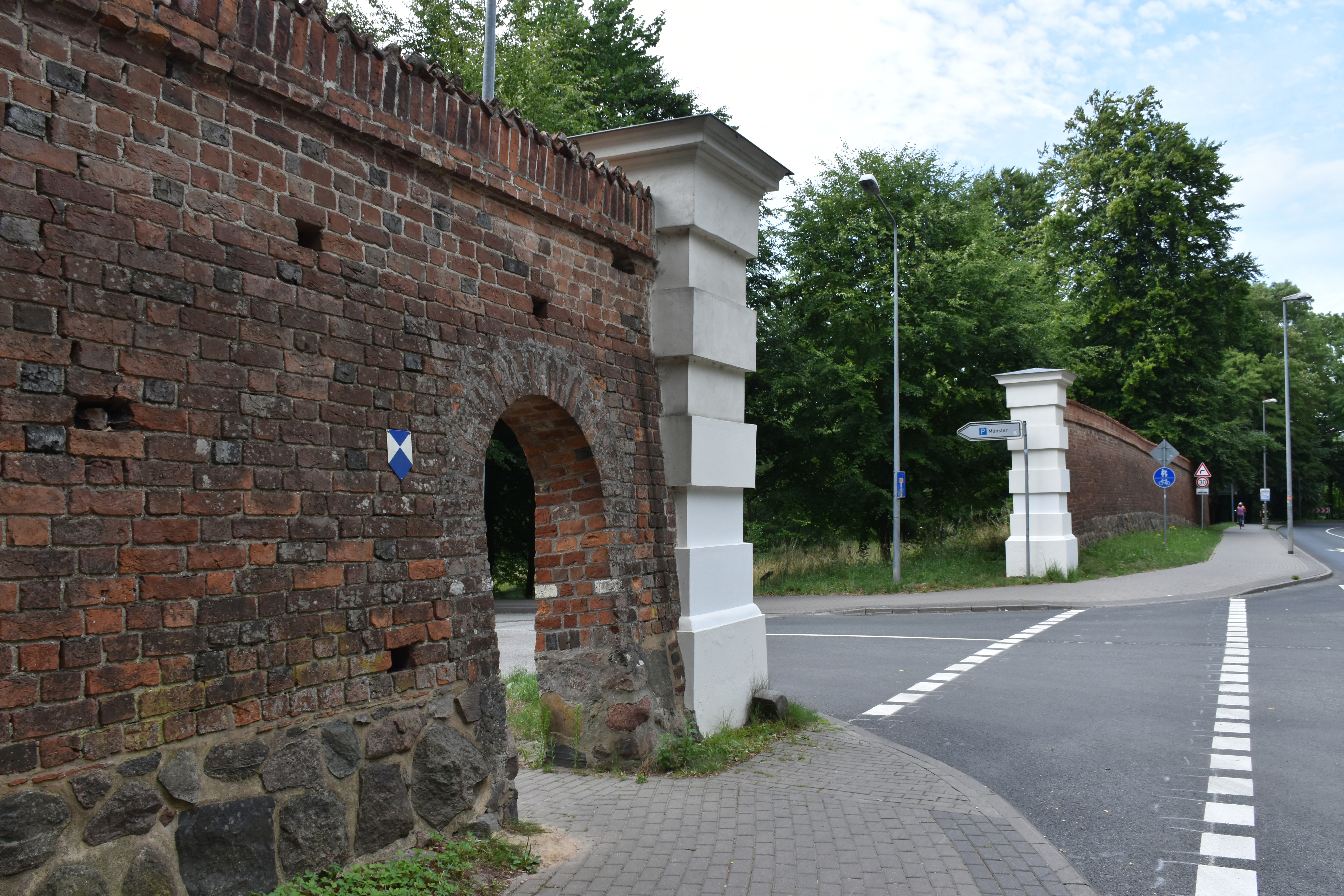
Grünes Tor (Außenseite)
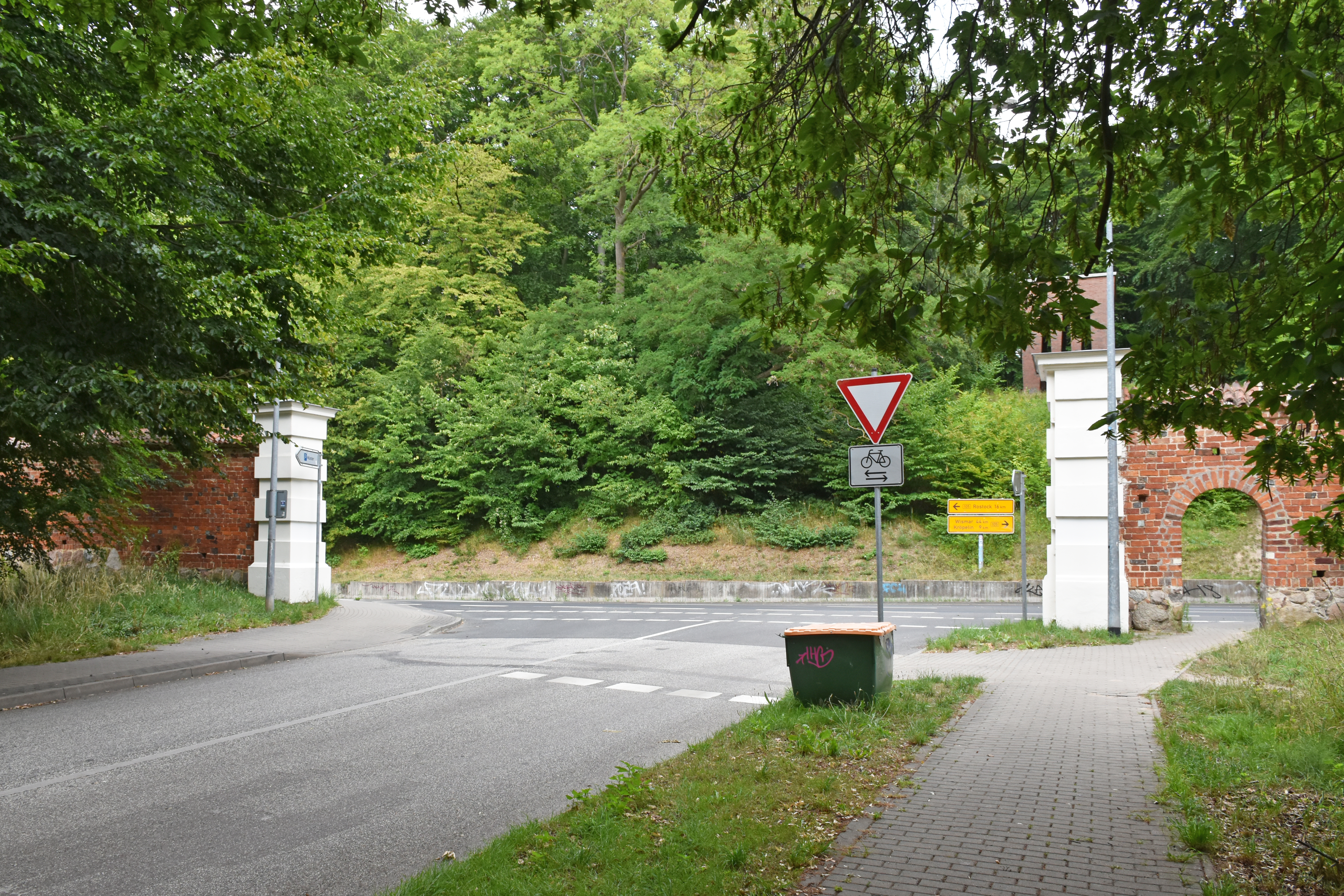
Grünes Tor (Innenseite, im Hintergrund der Buchenberg)

### Nordtor oder Kammerhoftor

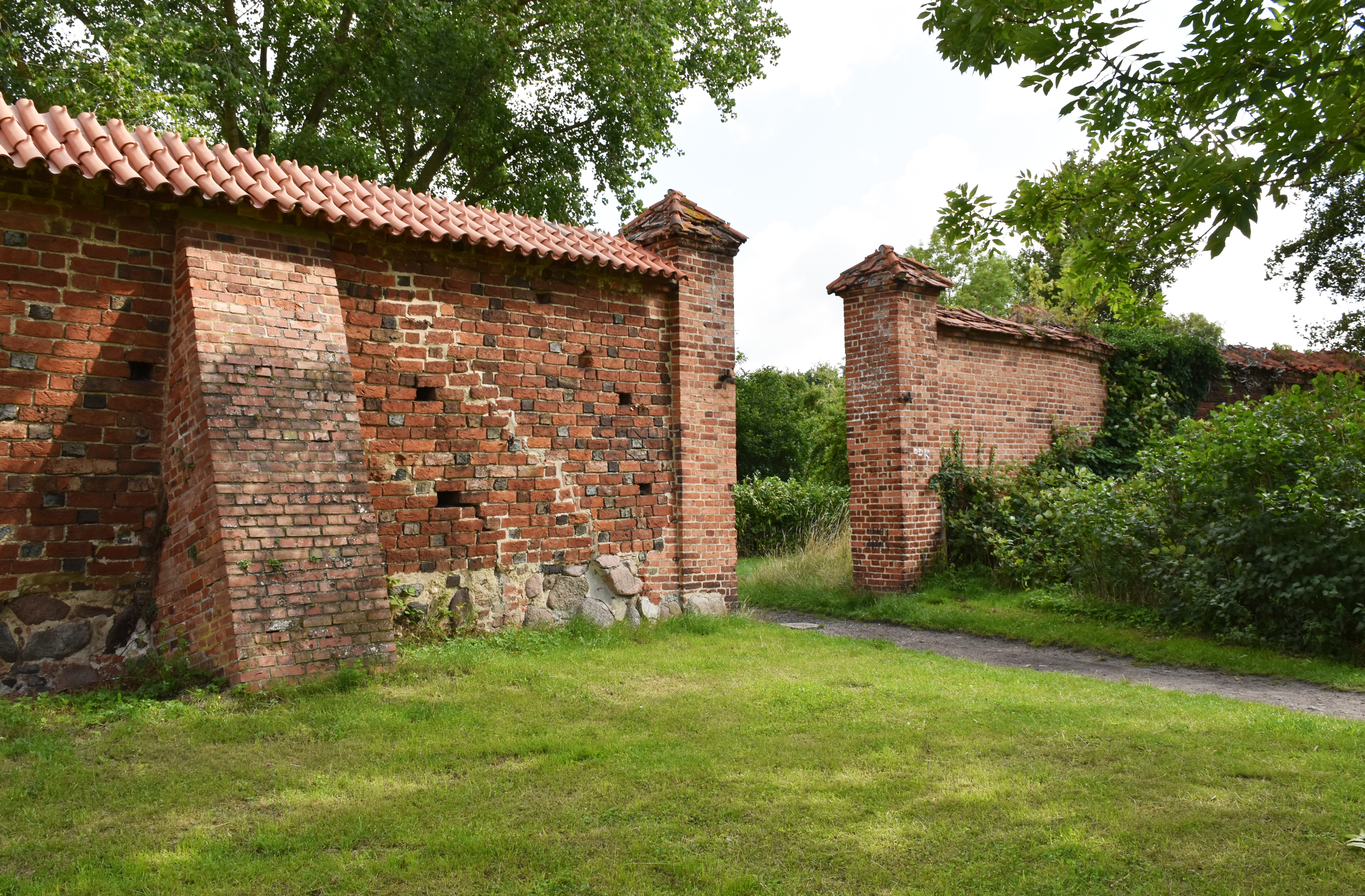
Tor zum Kammerhof (Innenseite)

Dieses Tor diente dem Zugang zum Kammerhof, einem dem Kloster nördlich vorgelagerten Wirtschaftshof. Im gegenwärtigen Zustand ist das Tor nicht mit einem Bogen überbaut. Die Torpfeiler haben jeweils eine Ziegeleindeckung.